# 长春经济技术开发区体育场
长春经济技术开发区体育场（简称：经开体育场），坐落于吉林省长春市东南部，毗邻长春国际会展中心及净月潭国家森林公园，2009至2017年为中超球队长春亚泰的主场。

## 介紹
体育场总投资1.7亿元人民币建设，占地32218.93平方米，于2002年竣工，并在2003年成为时处甲B联赛的长春亚泰队主场。体育场主体建筑为南北通透，东西半屋面式样，采用塔柱钢桁架拉索结构，场内包括1个足球场及1条田径比赛跑道。观众席设有2.5万个座位，可满足各种田径、足球比赛及大型文艺演出的需求。容量为25,000。